# GMM 25
Channel GMM 25（略称: GMM 25）は、GMMグラミーが所有し、The One Enterpriseが運営する地上デジタルテレビ放送チャンネル。ドラマ、音楽、ニュース、エンターテインメント番組を含む10代の若者向けの多様なコンテンツを提供している。
GMMTVが制作したボーイズ・ラブ（BL）関連のドラマシリーズも平日の20時30分（午後8時30分）および週末（午前と深夜）に放送している。
2013年12月、GMMグラミーは国家放送通信委員会から放送権を取得し、GMM 25が2014年5月25日に開局した。
ViuおよびLine TVとも番組の再放送のパートナー契約を結んでいる。
GMM25の最高経営責任者は、The One EnterpriseとOne 31の最高経営責任者も務めるTakonkiet Viravanである。